# Excavata (classification phylogénétique)
Cette page a pour objet de présenter un arbre phylogénétique des Excavata (Excavobionta, Excavés, Excavates), c'est-à-dire un cladogramme mettant en lumière les relations de parenté existant entre leurs différents groupes (ou taxa), telles que les dernières analyses reconnues les proposent. Ce n'est qu'une possibilité, et les principaux débats qui subsistent au sein de la communauté scientifique sont brièvement présentés ci-dessous, avant la bibliographie.

## Arbre phylogénétique
Le cladogramme présenté ici ne possède qu'une valeur indicative. Il n'est pas forcément consensuel, et on peut toujours se référer à la bibliographie au bas de l'article.
Le symbole ▲ renvoie à la partie immédiatement supérieure de l'arbre phylogénétique du vivant. Le signe ► renvoie à la classification phylogénétique du groupe considéré. Tout nœud de l'arbre portant plus de deux branches montre une indétermination de la phylogénie interne du groupe considéré.
Les habitudes typographiques des botanistes et des zoologistes sont différentes. Ici, par commodité de lecture, et certains groupes actuels relevant des deux domaines traditionnels, les noms de taxons supérieurs au genre sont tous écrits en caractères droits, les noms de genres ou d'espèces en italiques.
À la suite d'un taxon, sa période d'apparition, quand elle est connue, peut être indiquée suivant la légende suivante :
(Plé) : Pléistocène ; (Pli) : Pliocène ; (Mio) : Miocène ; (Oli) : Oligocène ; (Éoc) : Éocène ; (Pal) : Paléocène ; (Cré) : Crétacé ; (Jur) : Jurassique ; (Tri) : Trias ; (Per) : Permien ; (Car) : Carbonifère ; (Dév) : Dévonien ; (Sil) : Silurien ; (Ord) : Ordovicien ; (Camb) : Cambrien ; (Edi) : Édiacarien. Pour plus de précision si possible, (-) : inférieur ; (~) : moyen ; (+) : supérieur.

- ▲
  - Excavata ou Excavobionta
    - Malawimonadidae
    - ...
      - Metamonada
        - Anaeromonada ou Preaxostyla
        - Trichozoa
          - Fornicata
          - Parabasalia

      - Discoba
        - Jakobea
        - Discicristata
          - Percolozoa ou Heterolobosea
          - Euglenozoa ou Euglenobionta

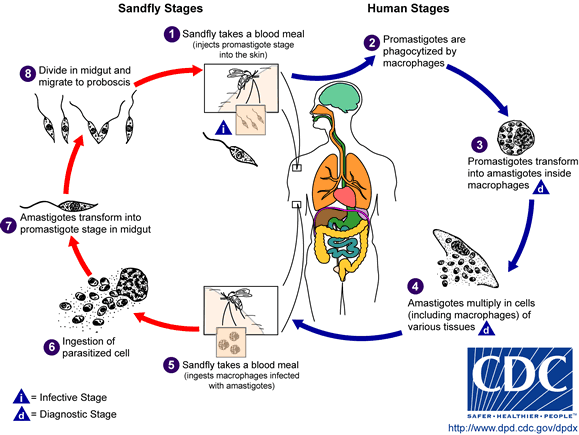
Cycle de la leishmaniose (Leishmania sp., Euglenozoa, Trypanosomatidae)
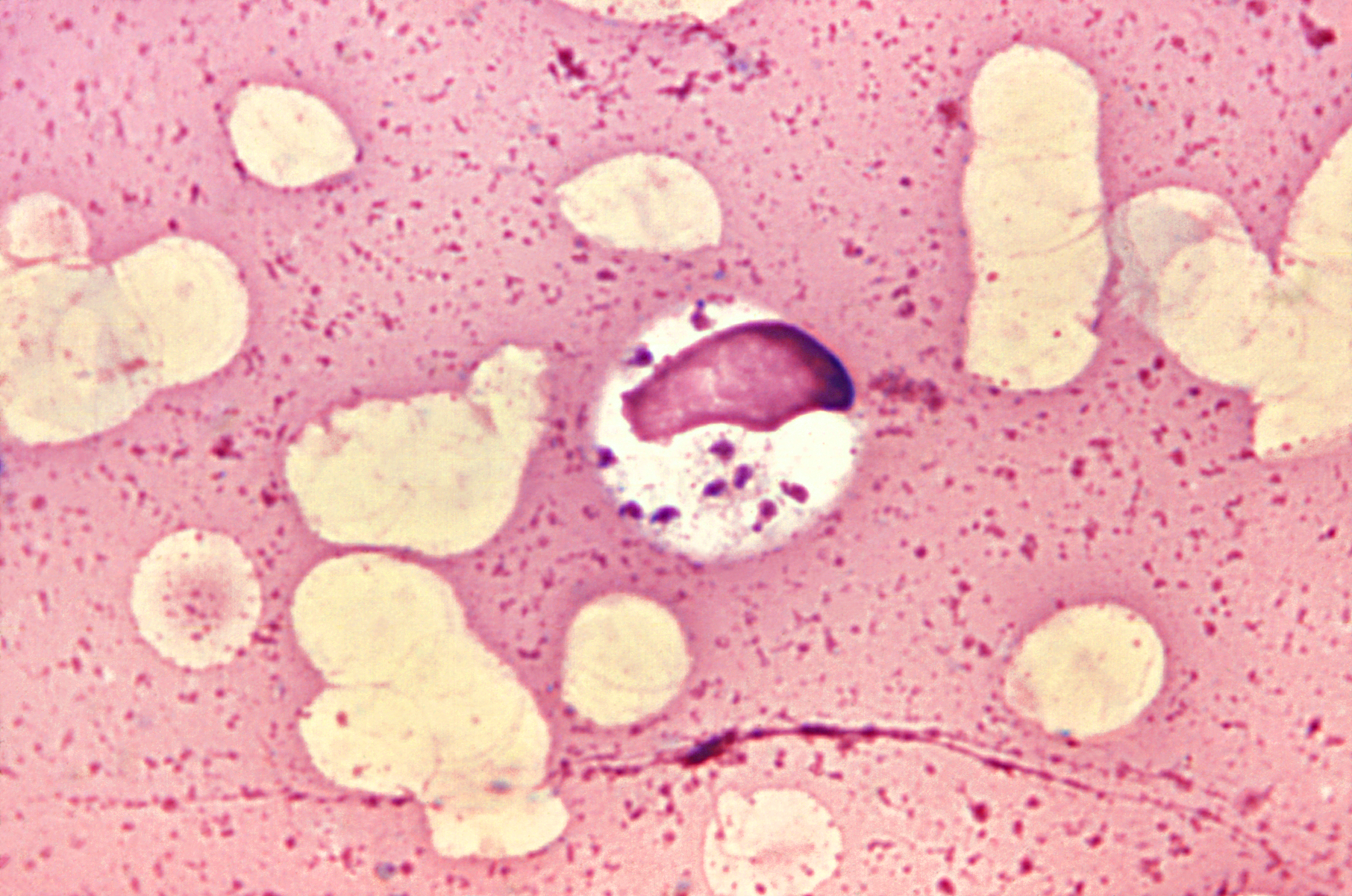
Leishmania donovani (Euglenozoa, Trypanosomatidae)
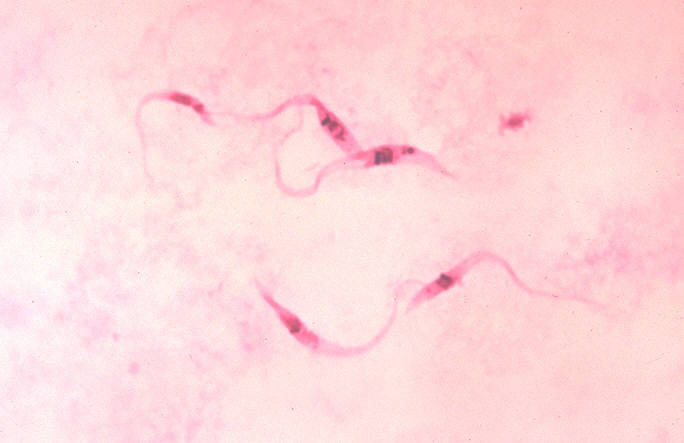
Trypanosoma cruzi crithidia (Euglenozoa, Trypanosomatidae)

## Débat scientifique relatif à la phylogénie desExcavata
Le principal lieu de débat ici est sans doute la place des êtres eucaryotes sans mitochondrie : Métamonadines et autres Parabasaliens. Les analyses cladistiques les donnent souvent comme situés à la base de l'arbre des Eucaryotes, apparus avant l'endosymbiose qui donna naissance aux mitochondries. Mais il semble bien que le génome de ces protistes garde la trace de cette endosymbiose : la mitochondrie aurait été perdue par la suite. C'est la leçon retenue par nos cladogrammes ci-dessus.
Par ailleurs, dans le cadre de la remise en question de l'endosymbiose des chloroplastes (voir la discussion pour les Archéplastides, et aussi sur la page des Eucaryotes), certains rapprochent les Euglènes des plantes et / ou des Chromoalvéolés.
Pour la phylogénie des Parabasaliens, on a suivi Carpenter et Keeling, pour lesquels les Monocercomonadines sont le grade ancestral de tous les Parabasaliens, et les Hypermastigines sont polyphylétiques.
La parenté exacte des Malawimonadines avec les autres taxons reste discutée.
Selon les dernières analyses de T. Cavalier-Smith, les Excavates seraient paraphylétiques, à la base de l'arbre des Eucaryotes, la racine se situant entre les Euglénozoaires et les autres taxons (lire ici ►).

### Classification proposée par Adlet al.2005
Ce comité a proposé une nouvelle classification, remplaçant celle des anciens Protistes et tenant compte des phylogénies moléculaires récentes. Elle regroupe les Eucaryotes en six groupes réputés monophylétiques. Voici ce qui concerne les Excavata.

## En savoir plus
: document utilisé comme source pour la rédaction de cet article.

### Sources bibliographiques de référence
- Susana A. Breglia, Naoji Yubuki, Mona Hoppenrath et Brian S. Leander : « Ultrastructure and molecular phylogenetic position of a novel euglenozoan with extrusive episymbiotic bacteria: Bihospites bacati n. gen. et sp. (Symbiontida) », BMC Microbiology, 2010, 10:145, 21 pages
- Naoji Yubuki, Virginia P. Edgcomb, Joan M. Bernhard et Brian S. Leander : « Ultrastructure and molecular phylogeny of Calkinsia aureus: cellular identity of a novel clade of deep-sea euglenozoans with epibiotic bacteria », BMC Microbiology, 2009, 9:16, 22 pages
- Vladimir Hampl, Laura Hug, Jessica W. Leigh, Joel B. Dacks, B. Franz Lang, Alastair G.B. Simpson et Andrew J. Roger, « Phylogenomic analyses support the monophyly of Excavata and resolve relationships among eukaryotic “supergroups” », PNAS, vol. 106, n° 10, 2009, pp. 3859-3864
- Kevin J. Carpenter et Patrick J. Keeling : « Morphology and Phylogenetic Position of Eucomonympha imla (Parabasalia: Hypermastigida) », J. Eukaryot. Microbiol., vol.54, n°4, 2007, pp. 325–332
- Susana A. Breglia, Claudio H. Slamovits et Brian S. Leander, « Phylogeny of phagotrophic euglenids (Euglenozoa) as inferred from hsp90 gene sequences », J. Eukaryot. Microbiol., vol. 52, 2007, pp. 86-94
- Sina M. Adl et alii : « The New Higher Level Classification of Eukaryotes », J. Eukaryot. Microbiol., vol. 52, n°5, 2005, pp. 399–451

### Sources internet
- The Taxonomicon
- « Palaeos.org »(Archive.org • Wikiwix • Archive.is • Google • Que faire ?)
- « Micro*scope »(Archive.org • Wikiwix • Archive.is • Google • Que faire ?)
- NCBI Taxonomy Browser
- The Tree of Life Web Project